# Atletico Oristano Calcio Femminile 2000-2001
Questa voce raccoglie le informazioni riguardanti l'Atletico Oristano Calcio Femminile nelle competizioni ufficiali della stagione 2000-2001.

## Stagione
Nella stagione 2000-2001 l'Atletico Oristano si appresta a iniziare il suo primo campionato in Serie A, con la squadra nuovamente affidata al tecnico della promozione Mario Silvetti.

## Divise e sponsor
La tenuta da gioco è formata da maglia azzurra, pantaloncini bianchi e calzettoni bianchi, mentre quella da trasferta è completamente rossa.
|  | 1ª divisa | Trasferta |

## Organigramma societario
Area amministrativa
- Presidente: Luciano Spanu

Area tecnica
- Allenatore: Mario Silvetti

## Rosa
| N. |                   | Ruolo | Calciatrice                          |
| -- | ----------------- | ----- | ------------------------------------ |
|    | Italia (bandiera) | P     | Carla Brunozzi                       |
|    | Italia (bandiera) | D     | Fabiana Casula                       |
|    | Italia (bandiera) | D     | Simona Crobu                         |
|    | Italia (bandiera) | D     | Katia Defraia (ruolo da determinare) |
|    | Italia (bandiera) | D     | Sabrina Ghinazzi                     |
|    | Italia (bandiera) | D     | Marianna Marini                      |
|    | Italia (bandiera) | D     | Deborah Serra                        |
|    | Italia (bandiera) | D     | Serena Sias                          |
|    | Italia (bandiera) | C     | Daniela Baldo                        |
|    | Italia (bandiera) | C     | Francesca Fara                       |
|    | Italia (bandiera) | C     | Antonella Giglio                     |

| N. |                        | Ruolo | Calciatrice                               |
| -- | ---------------------- | ----- | ----------------------------------------- |
|    | Italia (bandiera)      | C     | Gloria Giogli                             |
|    | Italia (bandiera)      | C     | Daniela Mattana                           |
|    | Italia (bandiera)      | C     | Anna Paola Ricciu                         |
|    | Stati Uniti (bandiera) | C     | Jill Rutten                               |
|    | Italia (bandiera)      | C     | Anna Maria Solinas (ruolo da determinare) |
|    | Italia (bandiera)      | A     | Martina Baroni                            |
|    | Italia (bandiera)      | A     | Silvia Fusciani                           |
|    | Italia (bandiera)      | A     | Maria Ilaria Pasqui                       |
|    | Italia (bandiera)      | A     | Daniela Pirastu                           |
|    | Italia (bandiera)      | A     | Rina Selis                                |
|    | Italia (bandiera)      | A     | Simona Sodini                             |

## Calciomercato

### Sessione estiva
| Acquisti | Acquisti         | Acquisti   | Acquisti   |
| R.       | Nome             | da         | Modalità   |
| -------- | ---------------- | ---------- | ---------- |
| D        | Sabrina Ghinazzi | Bologna CF | svincolata |
| C        | Jill Rutten      | Pisa       | svincolata |

| Cessioni | Cessioni         | Cessioni | Cessioni   |
| R.       | Nome             | a        | Modalità   |
| -------- | ---------------- | -------- | ---------- |
| D        | Francesca Ascani |          | svincolata |

## Risultati

### Serie A

#### Girone di andata
| Oristano 16 settembre 2000, ore 16:00 CEST 1ª giornata                                                         | Atletico Oristano | 8 – 0 referto | Torino | Stadio comunale Tharros |
| \| \| \| \| \| Sodini 2’, 26’, 47’ (rig.), 87’ Selis 50’ Fusciani 61’ Baroni 63’ Pasqui 71’ \| Marcatori \| \| |                   |               |        |                         |
| |                   |               |        |                         |
| Sodini 2’, 26’, 47’ (rig.), 87’ Selis 50’ Fusciani 61’ Baroni 63’ Pasqui 71’                                   | Marcatori         |               |        |                         |

| 23 settembre 2000, ore 16:00 CEST 2ª giornata | Pisa | 0 – 0 referto | Atletico Oristano |  |

| Arbitro: | Marta Atzori |

|  |           |                                           |
|  | Marcatori | 47’ (aut.) Ghinazzi 65’ Carta 90’ Guarino |

| 7 ottobre 2000 4ª giornata                                             | Autolelli Picenum | 1 – 2 referto         | Atletico Oristano |  |
| \| \| \| \| \| Mazzantini 25’ \| Marcatori \| 3’ Fusciani 58’ Selis \| |                   |                       |                   |  |
|                                                                        |                   |                       |                   |  |
| Mazzantini 25’                                                         | Marcatori         | 3’ Fusciani 58’ Selis |                   |  |

| Oristano 21 ottobre 2000 5ª giornata        | Atletico Oristano | 1 – 0 referto | Bardolino | Stadio comunale Tharros |
| \| \| \| \| \| Selis 90’ \| Marcatori \| \| |                   |               |           |                         |
|                                             |                   |               |           |                         |
| Selis 90’                                   | Marcatori         |               |           |                         |

| 28 ottobre 2000 6ª giornata                    | G.E.A.S.  | 0 – 1 referto | Atletico Oristano |  |
| \| \| \| \| \| \| Marcatori \| 66’ Fusciani \| |           |               |                   |  |
|                                                |           |               |                   |  |
|                                                | Marcatori | 66’ Fusciani  |                   |  |

| Arbitro: | Rondoletti |

|             |           |                      |
| Rodolfi 19’ | Marcatori | 1’ Sodini 36’ Pasqui |

| Oristano 11 novembre 2000, ore 14:30 CET 8ª giornata | Atletico Oristano | 0 – 0 | ACF Milan | Stadio comunale Tharros |

| Arbitro: | Del Bianco |

|                             |           |  |
| Sias 10’ (aut.) Fiorini 50’ | Marcatori |  |

| Arbitro: | Pinna |

|                                           |           |             |
| Fusciani 30’, 50’ Ghinazzi 47’ Sodini 68’ | Marcatori | 80’ Favello |

| Roma 9 dicembre 2000, ore 14:30 CET 11ª giornata       | Ruco Line Lazio | 2 – 0 referto | Atletico Oristano | Stadio Tre Fontane |
| \| \| \| \| \| Panico 51’ Zorri 61’ \| Marcatori \| \| |                 |               |                   |                    |
|                                                        |                 |               |                   |                    |
| Panico 51’ Zorri 61’                                   | Marcatori       |               |                   |                    |

| Arbitro: | Falso (Formia) |

|                   |           |                                 |
| Sodini 60’ (rig.) | Marcatori | 53’ D'Astolfo 68’ Lappi-Seppälä |

| Arbitro: | Olivieri (Pescara) |

|                           |           |             |
| Fruci 5’, 30’ Tommasi 67’ | Marcatori | 85’ Mattana |

| Arbitro: | De Nitto (Brindisi) |

|                        |           |             |
| Sodini 38’, 74’ (rig.) | Marcatori | 68’ Fantoni |

| 20 gennaio 2001, ore 14:30 CET 15ª giornata | Gravina    | 0 – 0 referto | Atletico Oristano | \| Arbitro: \| Marcangeli \| |
| Arbitro:                                    | Marcangeli |               |                   |                              |

#### Girone di ritorno
| Arbitro: | Rinaldi |

|                     |           |            |
| Bontempi 15’ (rig.) | Marcatori | 55’ Sodini |

| Arbitro: | Falso (Formia) |

|            |           |  |
| Rutten 73’ | Marcatori |  |

| Arbitro: | Polchi (Gubbio) |

|                                 |           |  |
| Masia 17’ Parejo 20’ Meloni 26’ | Marcatori |  |

| Arbitro: | Conte (Formia) |

|                 |           |  |
| Pasqui 35’, 60’ | Marcatori |  |

| Arbitro: | Di Benedetto (Brindisi) |

|  |           |              |
|  | Marcatori | 70’ Fusciani |

| Arbitro: | Piacentini (Roma) |

|              |           |            |
| Fusciani 45’ | Marcatori | 2’ Frigeni |

| Arbitro: | Facchetti (Treviglio) |

|  |           |           |
|  | Marcatori | 88’ Hofer |

| Arbitro: | Mignani (Pisa) |

|             |           |                                                      |
| Gazzoli 77’ | Marcatori | 7’, 53’ Pasqui 45’, 81’ Rutten 50’ Ricciu 74’ Baroni |

| Arbitro: | Conte (Formia) |

|            |           |                    |
| Ricciu 63’ | Marcatori | 41’ (rig.) Ferrari |

| 21 aprile 2001, ore 16:00 CEST 25ª giornata                         | Aquile Palermo | 2 – 0 referto | Atletico Oristano |  |
| \| \| \| \| \| Buttaccio Tardio 40’ Fazzello 60’ \| Marcatori \| \| |                |               |                   |  |
|                                                                     |                |               |                   |  |
| Buttaccio Tardio 40’ Fazzello 60’                                   | Marcatori      |               |                   |  |

| Arbitro: | Rinaldi (Milano) |

|  |           |           |
|  | Marcatori | 83’ Zorri |

| Arbitro: | Facchetti (Bergamo) |

|          |           |            |
| Zani 20’ | Marcatori | 67’ Sodini |

| Oristano 12 maggio 2001, ore 17:00 CEST 28ª giornata | Atletico Oristano | 2 – 0 (a tav.) referto | Tradate Abbiate | Stadio comunale Tharros |

| Sarzana 19 maggio 2001, ore 16:00 CEST 29ª giornata                          | Sarzana   | 3 – 1        | Atletico Oristano | Stadio Miro Luperi |
| \| \| \| \| \| Angelini 3’ ??? 14’ Gaina 87’ \| Marcatori \| 16’ Fusciani \| |           |              |                   |                    |
|                                                                              |           |              |                   |                    |
| Angelini 3’ ??? 14’ Gaina 87’                                                | Marcatori | 16’ Fusciani |                   |                    |

| Oristano 26 maggio 2001, ore 16:00 CEST 30ª giornata | Atletico Oristano | 2 – 0 (a tav.) | Gravina | Stadio comunale Tharros |

### Coppa Italia
| Oristano 2 settembre 2000 1º turno, gruppo 16 - Andata                   | Atletico Oristano | 4 – 0 referto | Football Cagliari | Campo comunale Tharros |
| \| \| \| \| \| Fusciani 11’ Sodini 50’, 61’ Selis 57’ \| Marcatori \| \| |                   |               |                   |                        |
|                                                                          |                   |               |                   |                        |
| Fusciani 11’ Sodini 50’, 61’ Selis 57’                                   | Marcatori         |               |                   |                        |

| Villasor 10 settembre 2000, ore 16:00 CEST 1º turno, gruppo 16 - Ritorno | Football Cagliari | 0 – 2 referto                  | Atletico Oristano |  |
| \| \| \| \| \| \| Marcatori \| 42’ (rig.) Sodini 47’ Fusciani \|         |                   |                                |                   |  |
|                                                                          |                   |                                |                   |  |
|                                                                          | Marcatori         | 42’ (rig.) Sodini 47’ Fusciani |                   |  |

| Arbitro: | Anna De Toni (Schio) |

|                                        |           |  |
| Carta 25’ (rig.) Carrus 54’ Parejo 61’ | Marcatori |  |

| Arbitro: | Atzori |

|                         |           |            |
| Ricciu 55’ Fusciani 69’ | Marcatori | 42’ Parejo |

## Statistiche

### Statistiche di squadra
| Competizione | Punti | In casa | In casa | In casa | In casa | In casa | In casa | In trasferta | In trasferta | In trasferta | In trasferta | In trasferta | In trasferta | Totale | Totale | Totale | Totale | Totale | Totale | DR  |
| Competizione | Punti | G       | V       | N       | P       | Gf      | Gs      | G            | V            | N            | P            | Gf           | Gs           | G      | V      | N      | P      | Gf     | Gs     | DR  |
| ------------ | ----- | ------- | ------- | ------- | ------- | ------- | ------- | ------------ | ------------ | ------------ | ------------ | ------------ | ------------ | ------ | ------ | ------ | ------ | ------ | ------ | --- |
| Serie A      | 46    | 15      | -       | -       | -       | -       | -       | 15           | -            | -            | -            | -            | -            | 30     | 13     | 7      | 10     | 41     | 31     | +10 |
| Coppa Italia | -     | 2       | 2       | 0       | 0       | 6       | 1       | 2            | 1            | 0            | 1            | 2            | 3            | 4      | 3      | 0      | 1      | 8      | 4      | +4  |
| Totale       | -     | 17      | -       | -       | -       | -       | -       | 17           | -            | -            | -            | -            | -            | 34     | 16     | 7      | 11     | 49     | 35     | +14 |

### Andamento in campionato
| Giornata  | 1 | 2 | 3 | 4 | 5 | 6 | 7 | 8 | 9 | 10 | 11 | 12 | 13 | 14 | 15 | 16 | 17 | 18 | 19 | 20 | 21 | 22 | 23 | 24 | 25 | 26 | 27 | 28 | 29 | 30 |
| --------- | - | - | - | - | - | - | - | - | - | -- | -- | -- | -- | -- | -- | -- | -- | -- | -- | -- | -- | -- | -- | -- | -- | -- | -- | -- | -- | -- |
| Luogo     | C | T | C | T | C | T | T | C | T | C  | T  | C  | T  | C  | T  | T  | C  | T  | C  | T  | C  | C  | T  | C  | T  | C  | T  | C  | T  | C  |
| Risultato | V | N | P | V | V | V | V | N | P | V  | P  | P  | P  | V  | N  | N  | V  | P  | V  | V  | N  | P  | V  | N  | P  | P  | N  | V  | P  | V  |
| Posizione | 1 | 1 |   |   |   |   | 2 |   |   |    |    |    |    |    |    | 8  | 7  |    |    |    |    |    |    | 6  |    |    |    |    | 8  | 8  |

Legenda:

Luogo: C = Casa; T = Trasferta. Risultato: V = Vittoria; N = Pareggio; P = Sconfitta.

### Statistiche delle giocatrici
| Giocatore     | Serie A  | Serie A | Serie A     | Serie A    | Coppa Italia | Coppa Italia | Coppa Italia | Coppa Italia | Totale   | Totale | Totale      | Totale     |
| Giocatore     | Presenze | Reti    | Ammonizioni | Espulsioni | Presenze     | Reti         | Ammonizioni  | Espulsioni   | Presenze | Reti   | Ammonizioni | Espulsioni |
| ------------- | -------- | ------- | ----------- | ---------- | ------------ | ------------ | ------------ | ------------ | -------- | ------ | ----------- | ---------- |
| D. Baldo      | 25       | 0       | ?           | ?          | 4            | 0            | ?            | ?            | 29       | 0      | ?           | ?          |
| M. Baroni     | 17       | 2       | ?           | ?          | 3            | 0            | ?            | ?            | 20       | 2      | ?           | ?          |
| C. Brunozzi   | 28       | -?      | ?           | ?          | 4            | -4           | ?            | ?            | 32       | -4+    | ?           | ?          |
| F. Casula     | 7        | 0       | ?           | ?          | 1            | 0            | ?            | ?            | 8        | 0      | ?           | ?          |
| S. Crobu      | 8        | 0       | ?           | ?          | 2            | 0            | ?            | ?            | 10       | 0      | ?           | ?          |
| K. Defraia    | 2        | ?       | ?           | ?          | 1            | 0            | ?            | ?            | 3        | 0+     | ?           | ?          |
| F. Fara       | 2        | 0       | ?           | ?          | -            | -            | -            | -            | 2        | 0      | 0+          | 0+         |
| S. Fusciani   | 27       | 8       | ?           | ?          | 4            | 3            | ?            | ?            | 31       | 11     | ?           | ?          |
| S. Ghinazzi   | 26       | 1       | ?           | ?          | 3            | 0            | ?            | ?            | 29       | 1      | ?           | ?          |
| A. Giglio     | 19       | 0       | ?           | ?          | 1            | 0            | ?            | ?            | 20       | 0      | ?           | ?          |
| G. Giogli     | 25       | 0       | ?           | ?          | 4            | 0            | ?            | ?            | 29       | 0      | ?           | ?          |
| M. Marini     | 6        | 0       | ?           | ?          | 3            | 0            | ?            | ?            | 9        | 0      | ?           | ?          |
| D. Mattana    | 12       | 1       | ?           | ?          | 3            | 0            | ?            | ?            | 15       | 1      | ?           | ?          |
| M. I. Pasqui  | 27       | 7       | ?           | ?          | 3            | 0            | ?            | ?            | 30       | 7      | ?           | ?          |
| D. Pirastu    | 3        | 0       | ?           | ?          | 1            | 0            | ?            | ?            | 4        | 0      | ?           | ?          |
| A. P. Ricciu  | 25       | 2       | ?           | ?          | 4            | 1            | ?            | ?            | 29       | 3      | ?           | ?          |
| J. Rutten     | 23       | 2       | ?           | ?          | 1            | 0            | ?            | ?            | 24       | 2      | ?           | ?          |
| R. Selis      | 5        | 2       | ?           | ?          | 2            | 1            | ?            | ?            | 7        | 3      | ?           | ?          |
| D. Serra      | 24       | 0       | ?           | ?          | 3            | ?            | ?            | ?            | 27       | 0+     | ?           | ?          |
| S. Sias       | 26       | 0       | ?           | ?          | 3            | 0            | ?            | ?            | 29       | 0      | ?           | ?          |
| S. Sodini     | 24       | 11      | ?           | ?          | 4            | 3            | ?            | ?            | 28       | 14     | ?           | ?          |
| A. M. Solinas | 2        | 0       | ?           | ?          | -            | -            | -            | -            | 2        | 0      | 0+          | 0+         |